# Maison Ordos
 (octobre 2019).
Si vous disposez d'ouvrages ou d'articles de référence ou si vous connaissez des sites web de qualité traitant du thème abordé ici, merci de compléter l'article en donnant les références utiles à sa vérifiabilité et en les liant à la section « Notes et références ».
La Maison Ordos est l’une des trois Maisons présentes dans le jeu vidéo Dune II de Westwood Studios. Ce jeu est librement inspiré du cycle de fiction de Dune de Frank Herbert. La Maison Ordos n’est donc jamais citée dans les romans : elle a été créée de toutes pièces pour les besoins du jeu. Cette maison apparaît également dans les jeux vidéo Dune 2000 et Empereur : La Bataille pour Dune.
La Maison Ordos est réputée pour ses capacités à commercer et à utiliser des technologies illégales pour la guerre. Sa planète d’origine est la glacée Sigma Draconis IV. L’emblème de la Maison est un serpent autour d’un livre, puis d’un serpent autour d’une boule bleue. The Dune Encyclopedia donne également une version avec des os ou un poison.